# Laina
La làina (dal greco antico λάγανον, láganon) è un tipo di pasta tipico del Basso Lazio. Per indicare questo particolare tipo di pasta lunga, si utilizza generalmente il singolare "laina", ma anche meno spesso il plurale "laine"; è indicata nelle varie località del Lazio meridionale anche come lacne, làccane o làcchene. La parola "laina" ha anche il significato generale di impasto ammassato steso con il matterello. La lacna stracciata di Norma è riconosciuta come Prodotto Agroalimentare Tradizionale laziale dal Ministero delle politiche agricole alimentari e forestali, su proposta della Regione Lazio .

## Descrizione
La laina si ottiene impastando la farina di grano duro con acqua ed un pizzico di sale. L'impasto va lavorato energicamente fino ad ottenere una massa uniforme, che poi, per mezzo del matterello (detto lainaturo), viene stesa formando una sfoglia. La sfoglia viene ricoperta con un sottile strato di farina, fatta riposare per alcuni minuti e poi arrotolata su se stessa, quindi tagliata con un coltello in strisce non sottili. Queste vengono infine lasciate ad asciugare. Il risultato sono delle fettuccine larghe e spesse, con dimensioni un po' incostanti.
Le laine sono un tipico piatto povero e si accompagnano tradizionalmente quindi con condimenti poveri. L'accostamento tipico è con il sugo ai ceci, legumi tipici dell'area; in diversi comuni del Basso Lazio si svolgono sagre come quella della "Laina e ceci" od anche quella della "Laina e cicerchie".

## Citazioni letterarie
Numerose citazioni dalla letteratura greca e latina fanno dedurre che questo piatto è esistito con continuità dall'epoca classica: ricordiamo Aristofane e Orazio, che usano i termini làganon (greco) e laganum (latino) per indicare un impasto di acqua e farina, tirato e tagliato a strisce. Il laganum, considerato inizialmente cibo dei poveri, acquisisce tanta dignità da entrare nel quarto libro del De re coquinaria di Marco Gavio Apicio. Egli ne descrive minuziosamente i condimenti tralasciando le istruzioni per la loro preparazione, facendo supporre che fosse ampiamente conosciuta.

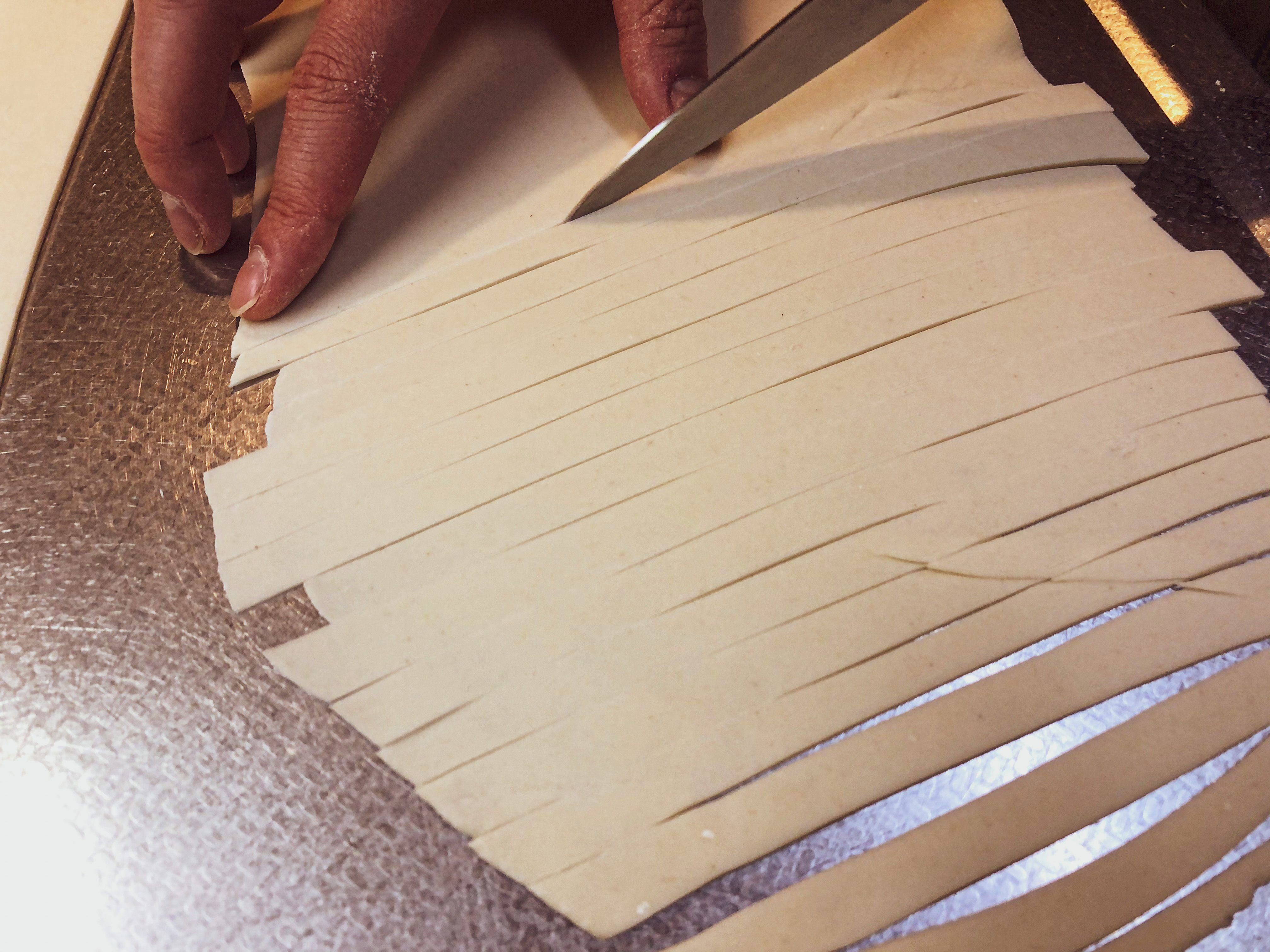
Preparazione

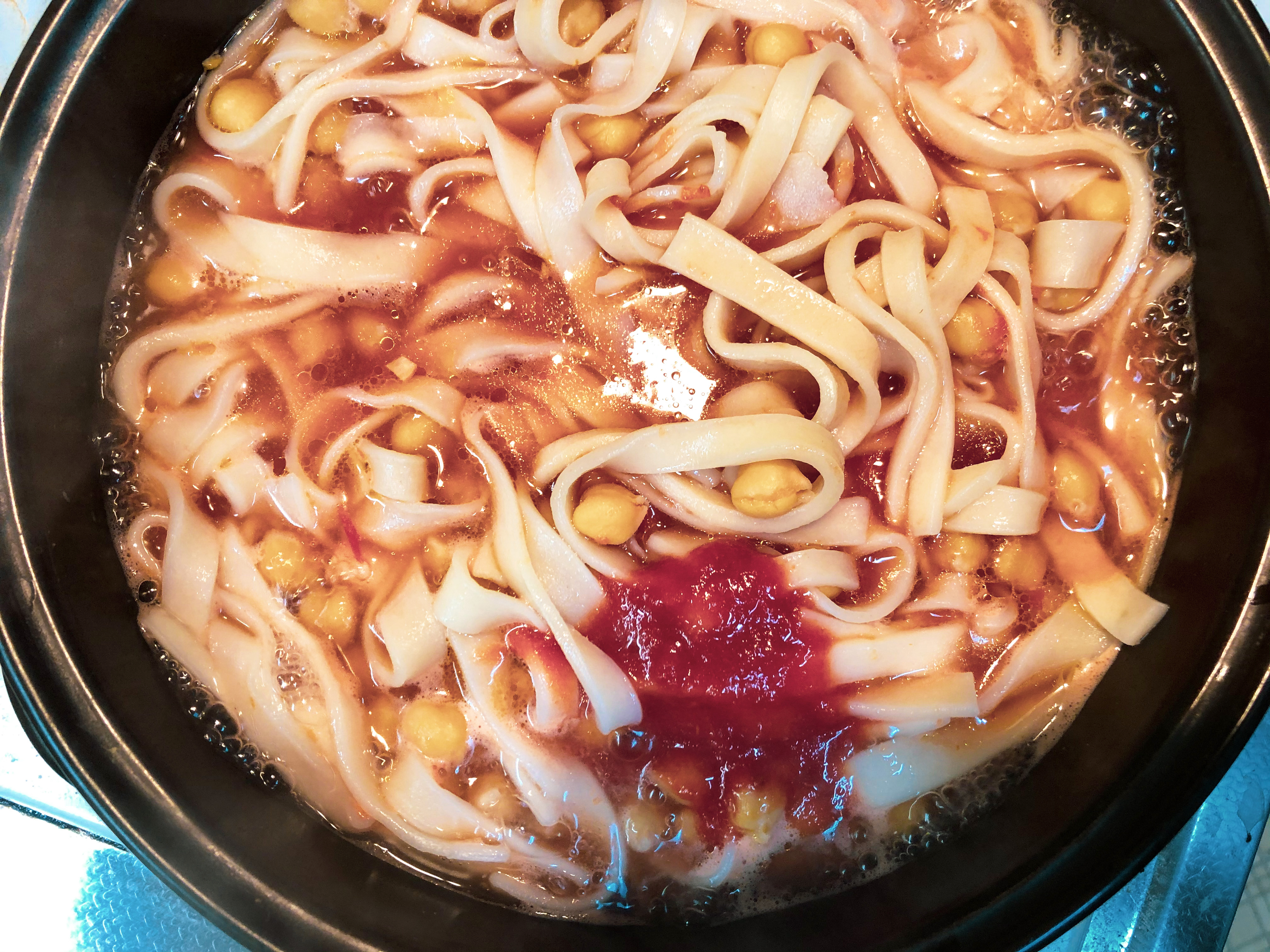
Prodotto finito